# Kingdom (álbum)
Kingdom es el sexto álbum de estudio de la cantante Koda Kumi lanzado después del sencillo anytime el 30 de enero de 2008. Este álbum sale en 3 versiones diferentes: 
A) edición normal con solo un CD 
B)edición CD&DVD 
C) edición limitada con dos DVD, el primero el DVD con los vídeos musicales del disco y el segundo contenía un concierto especial producido por SANKYO llamado PREMIUM LIMITED IN HALL.
Este material vende un total de 505,824 copias. Se piensa que pudo haber vendido muchas copias más pero debido al incidente que ocurrió al día siguiente de lanzar el disco y el parón promocional durante un mes a raíz de este perjudicó totalmente las ventas.

## Controversia
Tanto la portada como el título del disco fueron catalogados por mucha gente como demasiado ostentoso debido a que se pensaba que hacía referencia a que ella quizás no fuera la Reina del J-Pop, pero era el Reino (Kingdom) y un rey no puede gobernar si no tiene un reino para tal.
Además de eso, el día que se liberó el álbum, Kumi fue invitada a una entrevista en la radio en el programa nocturno All Night Nippon. La preguntaron acerca del matrimonio de su mánager, qué pensaba de que su mánager quisiese tener hijos. Kumi respondió sin pensárselo dos veces que "a las mujeres después de los 35 años, se les pudre los líquidos amnióticos " y que le gustaría tener hijos antes de esa edad".
Sus palabras causaron una gran molestia entre los oyentes del programa y el escándalo se extendió hasta el punto que Kumi tuvo que disculparse públicamente a través del sitio de la NBS y también en Avex. Avex retiró todos los anuncios publicitarios de la artista y terminaron la promoción de Kingdom. Las empresas que la habían contratado como rostro también prescindieron sus contratos con ella.
El 3 de febrero NTV y Fuji TV transmitieron episodios de Koi Karasawagi y Shin Domoto Kyodai que incluían apariciones de Kumi. Fuji TV afirmó haber recibido más de 100 quejas de espectadores del programa. Todos los programas en los que Kumi tendría que haber salido cantanto o siendo entrevistada fueron cancelados.
El 7 de febrero Kumi en una entrevista en directo en la que tuvo que salir con una imagen muy recatada lloró mientras se disculpaba en el programa FNN Super News de Fuji TV. En una encuesta realizada por el sitio web de Sankei Sports en Japón, el 81% consideró sus disculpas como insuficientes y Fuji TV declaró después que de unas 300 llamadas telefónicas recibidas tras el programa que sólo 9 eran de apoyo para la cantante.
Avex decidió suspender toda actividad pública para Kumi Koda durante un mes, aunque no dudaban en prolongar este tiempo si la gente no cambiaba de opinión sobre su persona.

## Canciones
| CD  |                                                                            |                            |                                                                  |                                                                  |          |  |
| N.º | Título                                                                     | Letras                     | Música                                                           | Arreglistas(s)                                                   | Duración |  |
| 1.  | «Introduction For Kingdom»                                                 | Koda Kumi                  | Koda Kumi                                                        | Mine-chang                                                       | 1:40     |  |
| 2.  | «Last Angel feat.Tohoshinki»                                               | Koda Kumi, H.U.B.          | Negin, Hugo Lira, Ian-Paolo Lira, Thomas Gustafsson              | Negin, Hugo Lira, Ian-Paolo Lira, Thomas Gustafsson              | 3:48     |  |
| 3.  | «Amai Wana» (甘い罠; mascarada)                                            | Koda Kumi                  | Hiro                                                             | Hiro                                                             | 3:58     |  |
| 4.  | «Himitsu» (秘密; secreto)                                                  | Koda Kumi                  | Daisuke "D.I" Imai                                               | Daisuke "D.I" Imai                                               | 4:23     |  |
| 5.  | «Ai no Uta» (愛のうた; canción de amor)                                    | Koda Kumi, Kosuke Morimoto | Kosuke Morimoto                                                  | Tomoji Sogawa                                                    | 4:51     |  |
| 6.  | «Anytime»                                                                  | Koda Kumi                  | Hideya Nakazaki                                                  | Hideya Nakazaki                                                  | 4:09     |  |
| 7.  | «Under»                                                                    | Koda Kumi                  | Adam Royce, Curtis Richardson, Nyticka Henringway                | Adam Royce, Curtis Richardson, Nyticka Henringway                | 3:39     |  |
| 8.  | «But»                                                                      | Koda Kumi                  | Tommy Henriksen                                                  | Tommy Henriksen                                                  | 3:37     |  |
| 9.  | «Koi no Mahō» (恋の魔法; Magia del Amor)                                   | Koda Kumi                  | Yuta Nakano                                                      | h-wonder                                                         | 4:32     |  |
| 10. | «Aishō» (愛証; Prueba de amor)                                             | Koda Kumi                  | Reika Yuuki                                                      | Masaki Iehara                                                    | 3:52     |  |
| 11. | «Anata ga Shite Kureta Koto» (あなたがしてくれたこと; Lo que hizo para mí) | Koda Kumi                  | Daisuke Inoue                                                    | Daisuke Inoue                                                    | 4:11     |  |
| 12. | «Wonderland»                                                               | Koda Kumi                  | Nao Tanaka                                                       | Nao Tanaka                                                       | 3:27     |  |
| 13. | «Freaky»                                                                   | Koda Kumi                  | Tommy Henriksen                                                  | Tommy Henriksen                                                  | 3:18     |  |
| 14. | «More»                                                                     | Koda Kumi                  | Anna-Maria La Spina, Christopher Lee-Joe, Philippe-Marc Anquetil | Anna-Maria La Spina, Christopher Lee-Joe, Philippe-Marc Anquetil | 3:11     |  |
| 15. | «Black Cherry (Introducción de BlackCherry)» (Bonus track)                 | Daisuke "D.I" Imai         | Daisuke "D.I" Imai                                               | Daisuke "D.I" Imai                                               | 2:59     |  |

| DVD 1 (Videos Musicales) | |             |          |  |
| N.º                      | Título | Director(s) | Duración |  |
| 1.                       | «Introduction For Kingdom»                                                                                           |             |          |  |
| 2.                       | «Anytime» (Album version)                                                                                            |             |          |  |
| 3.                       | «Freaky» |             |          |  |
| 4.                       | «Under» |             |          |  |
| 5.                       | «Koi no Mahō» |             |          |  |
| 6.                       | «Himitsu» |             |          |  |
| 7.                       | «Ai no Uta» (Album version)                                                                                          |             |          |  |
| 8.                       | «More» |             |          |  |
| 9.                       | «Amai Wana» |             |          |  |
| 10.                      | «Aishō» |             |          |  |
| 11.                      | «Anata ga Shite Kureta Koto»                                                                                         |             |          |  |
| 12.                      | «Wonderland» |             |          |  |
| 13.                      | «Run For Your Life»                                                                                                  |             |          |  |
| 14.                      | «But» |             |          |  |
| 15.                      | «Last Angel feat.Tohoshinki»                                                                                         |             |          |  |
| 16.                      | «Black Cherry» (Live version)                                                                                        |             |          |  |
| 17.                      | «Live DVD Trailer From Live DVD -Koda Kumi Live Tour 2007 ~Black Cherry~ Special Final in Tokyo Dome-» (Bonus Video) |             |          |  |

| DVD 2 "Koda Kumi Premium Limited Live In Hall In Yokohama Arena" |                                                         |          |  |
| N.º                                                              | Título                                                  | Duración |  |
| 1.                                                               | «Cherry Girl»                                           |          |  |
| 2.                                                               | «But»                                                   |          |  |
| 3.                                                               | «Won't Be Long»                                         |          |  |
| 4.                                                               | «Someday»                                               |          |  |
| 5.                                                               | «You»                                                   |          |  |
| 6.                                                               | «Hands»                                                 |          |  |
| 7.                                                               | «More»                                                  |          |  |
| 8.                                                               | «Your Song»                                             |          |  |
| 9.                                                               | «Koi no Tsubomi» (A Cup of Milk Tea Bossa Nova Version) |          |  |
| 10.                                                              | «Sweet Love…»                                           |          |  |
| 11.                                                              | «Wind»                                                  |          |  |
| 12.                                                              | «Freaky» (Encore1)                                      |          |  |
| 13.                                                              | «Girls» (Encore2)                                       |          |  |
| 14.                                                              | «Through the Sky» (Encore3)                             |          |  |

- Datos: Q3042681